# 홋카이도 고마가다케산

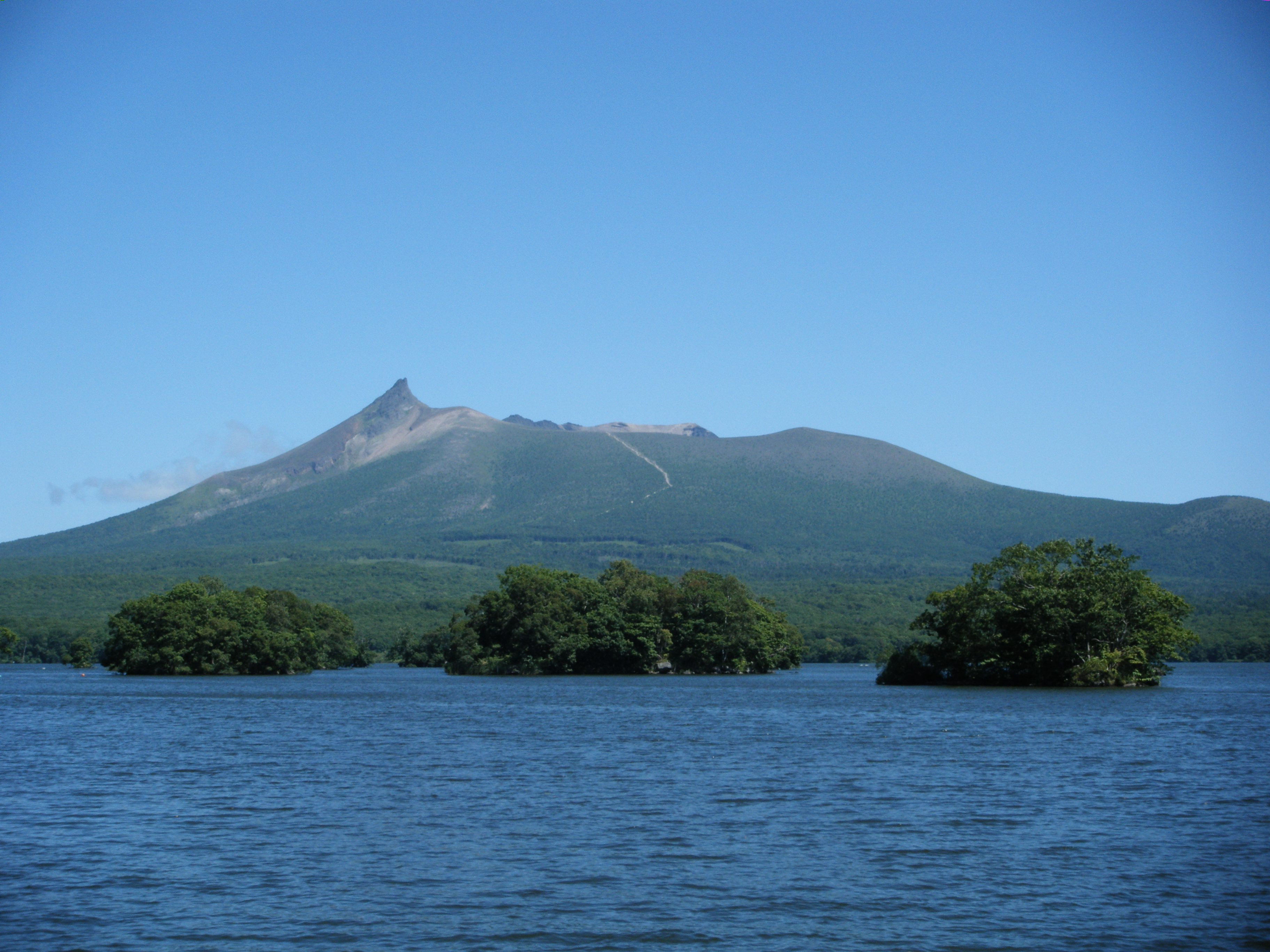
고마가다케 산

홋카이도 고마가다케 산(일본어: 北海道駒ヶ岳)은 일본의 홋카이도에 있는 성층 화산으로, 활화산이다. 가장 최근의 대분화는 1929년 대분출인데, 화산 폭발 지수 4에 달하였다. 그 후에도 몇차례 분화하였다. 마지막 분화는 2000년에 있었다.